# Czarna szpilka
Czarna szpilka (serb. Igla ispod praga) – serbsko-czarnogórski komediodramat z 2016 roku w reżyserii Ivana Marinovicia.

## Opis fabuły
Petar jest duchownym prawosławnym, od którego odeszła żona. Przyjeżdża na półwysep Luštica, aby opiekować się starą matką, cierpiącą na chorobę Alzheimera. Miejscowa społeczność chce sprzedać ziemię należącą do parafii i traktuje Petara jako przeszkodę na drodze do finalizacji transakcji. Miejscowi wierzą, że duchowny jest źródłem ich kłopotów i próbują się go pozbyć. W konflikcie z lokalną społecznością Petar powoli traci wiarę.

## Obsada
- Nikola Ristanovski - Petar
- Bogdan Diklić - Dondo
- Leon Lučev - Savo
- Ljubomir Bandović - Niko
- Dejan Djonović - Coco
- Goran Slavić - Rade
- Filip Kličov - Đorđe
- Mirko Vlahović - Ranko
- Mitko Apostolovski - Justin
- Dragana Dabović - Mare
- Tihana Čulafić - Ivana
- Jelisaveta Sablić

## Nagrody i wyróżnienia
W 2016 na Festiwalu Filmowym w Skopju obraz nominowano do nagrody Złotego Słońca dla najlepszego filmu. W 2016 został zgłoszony jako czarnogórski kandydat do nagrody Amerykańskiej Akademii Filmowej w kategorii najlepszego filmu nieanglojęzycznego, ale nie uzyskał nominacji.